# D'Artagnanova dcera
D'Artagnanova dcera (v originále La Fille de d'Artagnan) je francouzský hraný film z roku 1994, který režíroval Bertrand Tavernier. Scénář je volně inspirován románem Tři mušketýři a jeho pokračováním Tři mušketýři po dvaceti letech od Alexandra Dumase. Snímek měl světovou premiéru dne 24. srpna 1994.

## Děj
Na podzim roku 1654 se mladá Éloïse, dcera gaskoňského kapitána d'Artagnana, svědkem ve své klášterní škole vraždy matky představené vévodou de Crassac a ženy v červeném, Églantine de Rochefort, která se zabývala obchodem s otroky a obchodem s kávou. Cítí spiknutí proti mladému králi Ludvíku XIV. a odjíždí do Paříže, aby požádala svého otce o pomoc a varovala mladého krále a jeho premiéra, kardinála Mazarina.
Začíná hon, kdy se její otec a jeho věrní přátelé Aramis, Athos a Porthos, i když všichni odešli ze služeb králových mušketýrů, vrátí sloužit králi. Éloïse se zároveň zamiluje do mladého muže.

## Obsazení
| Sophie Marceau       | Éloïse d'Artagnan        |
| Philippe Noiret      | d'Artagnan               |
| Claude Rich          | vévoda Clovis de Crassac |
| Sami Frey            | Aramis                   |
| Jean-Luc Bideau      | Athos                    |
| Raoul Billerey       | Porthos                  |
| Charlotte Kady       | Églantine de Rochefort   |
| Nils Tavernier       | Quentin                  |
| Luigi Proietti       | Jules Mazarin            |
| Stéphane Legros      | Ludvík XIV.              |
| Jean-Paul Roussillon | Planchet                 |
| Pascale Roberts      | matka představená        |
| Emmanuelle Bataille  | sestra Félicité          |
| Christine Pignet     | sestra Céline            |
| Fabienne Chaudat     | sestra Frédégonde        |
| Josselin Siassia     | černoch                  |
| Jean-Claude Calon    | černoch                  |
| Maria Pitarresi      | Olympe                   |
| Jean Martinez        | vévoda de Longueville    |
| Patrick Rocca        | Bargas                   |
| Michel Alexandre     | halapartník              |
| Fanny Aubert         | sestra Huguette          |
| Grégoire Barachin    | žák v šermu              |
| Jean-Pierre Bouchard | spiklenec                |
| Daniel Breton        | verbíř                   |
| Vanina Delannoy      | kurtizána                |
| Raymond Faucher      | malíř                    |
| Filipe Ferrer        | Conti                    |
| Guilherme Filipe     | vévoda de Condé          |
| Philippe Flotot      | španělský velvyslanec    |
| Jean-Claude Frissung | lékař                    |
| Yves Gabrielli       | právník                  |
| Michel Ganz          | sedlák                   |
| Albert Goldberg      | posluhovač               |
| José Gomes           | vévoda de Beaufort       |
| Laure Guillaume      | kurtizána                |
| Françoise Johannel   | harfistka                |
| João Lagarto         | Jules                    |
| Philippe Lazoore     | mistr                    |
| Emmanuel Legrand     | poštmistr                |
| François Levantal    | dvořan                   |
| Mario Luraschi       | strážný                  |
| André Maia           | vévoda de Conflans       |
| Jean-Sébastien Pinel | žák šermu                |
| Carole Pommes        | sestra Germaine          |
| Rémy Riflade         | policejní důstojník      |
| François Sinapi      | Riccardo                 |
| Séverine Truquet     | služka                   |
| Sylvie Vandenhelsen  | Anna Rakouská            |
| Lionel Vitrant       | umírající                |
| Vincent Dumestre     | hudebník                 |
| Éric Martinez        | hudebník                 |
| François Nicolet     | hudebník                 |